# Philippe Adams
Philippe Adams (ur. 19 listopada 1969 w Mouscron) – belgijski kierowca wyścigowy, dwukrotny uczestnik wyścigu o Grand Prix Formuły 1 w 1994 roku.

## Przebieg Kariery

### Do roku 1994
Adams swoją przygodę ze sportem motorowym rozpoczął gdy miał 12 lat, podobnie jak większość kierowców zaczynał od gokartów. W 1992 przeniósł się do Brytyjskiej Formuły 3, gdzie rywalizację zakończył na 2 miejscu. Rok później zwyciężył w Brytyjskiej Formule 2.

### Kontrakt z Lotusem
Dzięki zwycięstwu w Formule 2 Adams został kierowcą startującego w Formule 1 Lotusa. Za kierownicą tego teamu dwukrotnie wystartował w wyścigu. Wyścigu o GP Belgii nie ukończył, natomiast w GP Portugalii był 16.